# Bahnhof Bilbao-Atxuri
Der Bahnhof Bilbao-Atxuri (spanisch Estación de Bilbao-Atxuri, baskisch Atxuriko geltokia) war von 1885 bis 2019 ein Kopfbahnhof in der baskischen Stadt Bilbao. Er war der Endbahnhof meterspuriger Strecken in westlicher Richtung (Donostia-San Sebastián) der Eisenbahngesellschaft Euskotren und lag im gleichnamigen Quartier im Stadtbezirk Ibaiondo.

## Geschichte

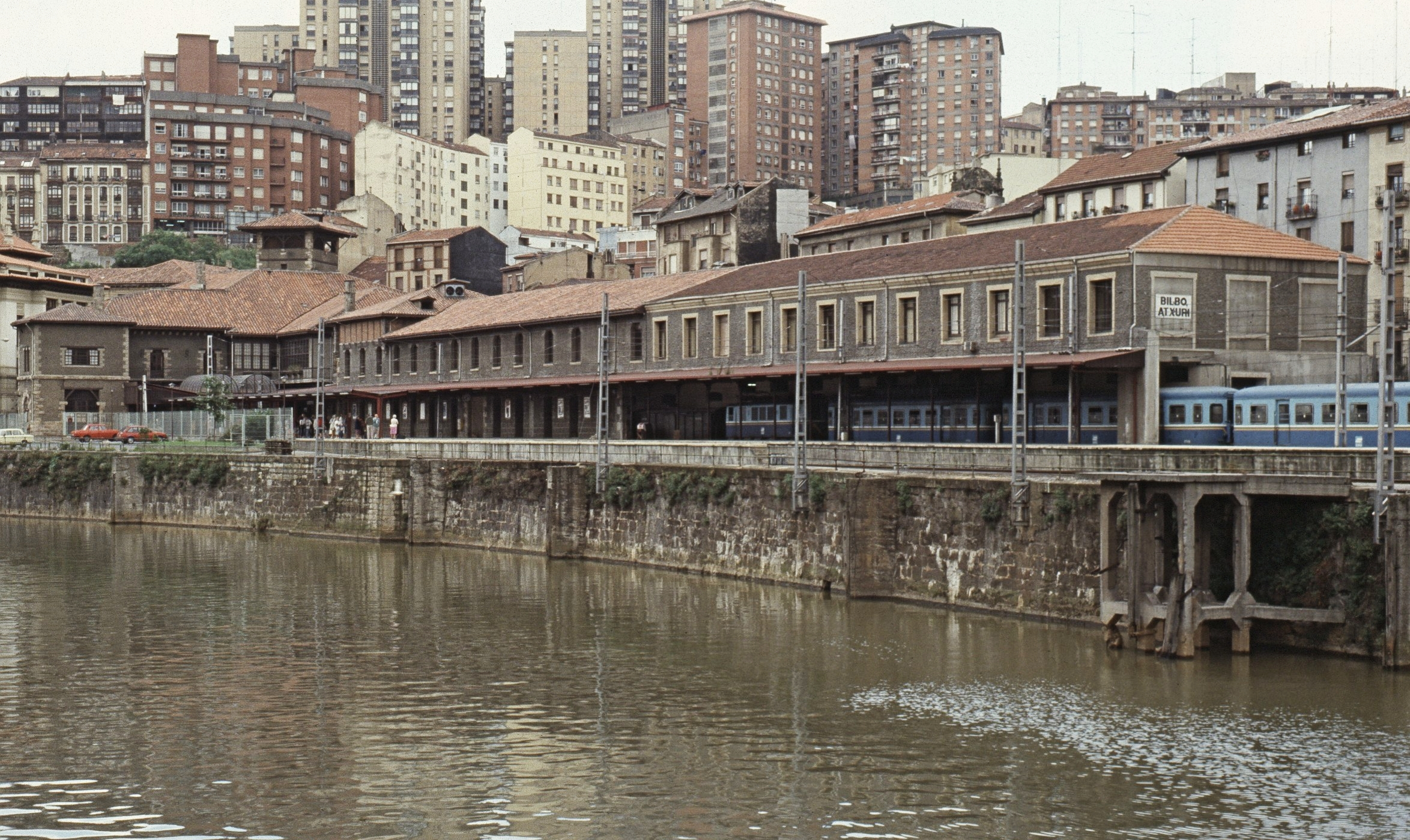
Bahnhof Atxuri, 1988

Die Compañía del Ferrocarril Central de Vizcaya, später Teil der Ferrocarriles Vascogados, eine Vorgängergesellschaft der Euskotren eröffnete an dieser Stelle 1882 ihren ersten Endbahnhof. Dieser genügte jedoch den ansteigenden Passagierzahlen und der immer größer werdenden Stadtbevölkerung nicht mehr, so dass 1912 nach den Plänen des Architekten Manual Maria Smith der heutige Bahnhof im neobaskischen Stil errichtet wurde, welcher 1914 eröffnet wurde.
Am 8. April 2017 eröffnete die U-Bahnlinie L3 der Metro Bilbao, mit der Euskotren-Strecken aus dem Nordwesten von Matiko über den innenstädtischen Verkehrsknotenpunkt Zazpikaleak/Casco Viejo bis Kukulluga-Etxebarri erweitert wurden. Seit dem 8. September 2019 fahren alle bis dato den Bahnhof anfahrenden Züge ab Kukulluga-Etxebarri ebenfalls in diesen U-Bahn-Tunnel und enden am U-Bahnhof Matiko, der Bahnhof Atxuri wurde stillgelegt. Somit wurde der Umsteigeweg zu den Bahnhöfen Abando und Concordia (FEVE) verkürzt, die auf der anderen Flussseite liegen.
Seit dem 25. März 2022 verkehrt die Straßenbahnlinie, die bisher am Bahnhof Atxuri endete, über den ehemaligen Bahnkörper weiter bis zum U-Bahnhof Bolueta.

## Verkehr

### Eisenbahn
Der Bahnhof war zuletzt Endpunkt der beiden Euskotren-Strecken aus Donostia-San Sebastián via Ermua (Linie E1) und Bermeo (Linie E4) und damit ein wichtiger Verkehrsknotenpunkt der Region Bilbao und des Baskenlandes. Euskotren betreibt die einzige direkte Schienenverbindung zwischen Bilbao und Donostia, mit der Renfe ist dies nur mit einem Umstieg in Miranda de Ebro möglich. Deswegen genoss der Bahnhof große Bedeutung im Pendler- und Tourismusverkehr. Zudem befand sich der Hauptsitz der Euskotren im Bahnhofsgebäude.

### Straßenbahn
Atxuri war auch Endpunkt der Straßenbahn Bilbao. Die Linie verbindet Atxuri mit dem Renfe-Hauptbahnhof Abando, dem Guggenheim-Museum und den Cercanías-Bahnhöfen San Mamés und La Castilla.